# 2006-os atlétikai Európa-bajnokság
A 2006-os atlétikai Európa-bajnokságot augusztus 7. és augusztus 13. között rendezték Göteborgban, Svédországban. Az Eb-n 47 versenyszám volt.

## Éremtáblázat
(A táblázatban a rendező nemzet és Magyarország eltérő háttérszínnel kiemelve.
| Helyezés | Nemzet           | Arany | Ezüst | Bronz | Összesen |
| 1.       | Oroszország      | 12    | 12    | 10    | 34       |
| 2.       | Németország      | 4     | 4     | 2     | 10       |
| 3.       | Fehéroroszország | 4     | 3     | 2     | 9        |
| 4.       | Franciaország    | 4     | 1     | 3     | 8        |
| 5.       | Spanyolország    | 3     | 3     | 5     | 11       |
| 6.       | Svédország       | 3     | 1     | 2     | 6        |
| 7.       | Belgium          | 3     | 0     | 0     | 3        |
| 8.       | Portugália       | 2     | 1     | 1     | 4        |
| 9.       | Olaszország      | 2     | 0     | 1     | 3        |
| 10.      | Nagy-Britannia   | 1     | 5     | 5     | 11       |
| 11.      | Csehország       | 1     | 2     | 1     | 4        |
| 12.      | Finnország       | 1     | 2     | 0     | 3        |
| 12.      | Görögország      | 1     | 2     | 0     | 3        |
| 14.      | Bulgária         | 1     | 1     | 1     | 3        |
| 15.      | Hollandia        | 1     | 1     | 0     | 2        |
| 15.      | Norvégia         | 1     | 1     | 0     | 2        |
| 17.      | Izrael           | 1     | 0     | 0     | 1        |
| 17.      | Lettország       | 1     | 0     | 0     | 1        |
| 17.      | Litvánia         | 1     | 0     | 0     | 1        |
| 20.      | Lengyelország    | 0     | 3     | 4     | 7        |
| 21.      | Ukrajna          | 0     | 1     | 2     | 3        |
| 22.      | Észtország       | 0     | 1     | 1     | 2        |
| 23.      | Magyarország     | 0     | 1     | 0     | 1        |
| 23.      | Írország         | 0     | 1     | 0     | 1        |
| 23.      | Luxemburg        | 0     | 1     | 0     | 1        |
| 23.      | Szerbia          | 0     | 1     | 0     | 1        |
| 23.      | Svájc            | 0     | 1     | 0     | 1        |
| 28.      | Románia          | 0     | 0     | 2     | 2        |
| 29.      | Dánia            | 0     | 0     | 1     | 1        |
| 29.      | Szlovénia        | 0     | 0     | 1     | 1        |
| 29.      | Törökország      | 0     | 0     | 1     | 1        |
| Összesen | Összesen         | 47    | 49    | 45    | 141      |

## Érmesek
- WR – világrekord
- CR – Európa-bajnoki rekord
- AR – kontinens rekord
- NR – országos rekord
- PB – egyéni rekord
- WL – az adott évben aktuálisan a világ legjobb eredménye
- SB – az adott évben aktuálisan az egyéni legjobb eredmény

### Férfi
| Versenyszám     | Arany                                                                                    | Arany        | Ezüst                                                                                 | Ezüst       | Bronz                                                                                     | Bronz        |
| --------------- | ---------------------------------------------------------------------------------------- | ------------ | ------------------------------------------------------------------------------------- | ----------- | ----------------------------------------------------------------------------------------- | ------------ |
| 100 m           | Francis Obikwelu · Portugália                                                            | 9,99 CR      | Andrey Yepishin · Oroszország                                                         | 10,10 NR    | Matic Osovnikar · Szlovénia                                                               | 10,14 NR     |
| 200 m           | Francis Obikwelu · Portugália                                                            | 20,01 NR     | Johan Wissman · Svédország                                                            | 20,38 NR    | Marlon Devonish · Nagy-Britannia                                                          | 20,54        |
| 400 m           | Marc Raquil · Franciaország                                                              | 45,02        | Vladislav Frolov · Oroszország                                                        | 45,09 PB    | Leslie Djhone · Franciaország                                                             | 45,40        |
| 800 m           | Bram Som · Hollandia                                                                     | 1:46,56      | David Fiegen · Luxemburg                                                              | 1:46,59     | Sam Ellis · Nagy-Britannia                                                                | 1:46,64      |
| 1500 m          | Mehdi Baala · Franciaország                                                              | 3:39,02      | Ivan Heshko · Ukrajna                                                                 | 3:39,50     | Juan Carlos Higuero · Spanyolország                                                       | 3:39,62      |
| 5000 m          | Jesús España · Spanyolország                                                             | 13:44,70     | Mo Farah · Nagy-Britannia                                                             | 13:44,79    | Juan Carlos Higuero · Spanyolország                                                       | 13:46,48     |
| 10 000 m        | Jan Fitschen · Németország                                                               | 28:10,94 PB  | José Manuel Martínez · Spanyolország                                                  | 28:12,06 SB | Juan Carlos de la Ossa · Spanyolország                                                    | 28:13,73     |
| Maraton         | Stefano Baldini · Olaszország                                                            | 2:11:32      | Viktor Röthlin · Svájc                                                                | 2:11:50     | Julio Rey · Spanyolország                                                                 | 2:12:37      |
| 110 m gát       | Staņislavs Olijars · Lettország                                                          | 13,24        | Thomas Blaschek · Németország                                                         | 13,46       | Andy Turner · Nagy-Britannia                                                              | 13,56        |
| 400 m gát       | Periklis Iakovakis · Görögország                                                         | 48,46        | Marek Plawgo · Lengyelország                                                          | 48,71 SB    | Rhys Williams · Nagy-Britannia                                                            | 49,12        |
| 3000 m akadály  | Jukka Keskisalo · Finnország                                                             | 8:24,89      | José Luis Blanco · Spanyolország                                                      | 8:26,22     | Bouabdellah Tahri · Franciaország                                                         | 8:27,15      |
| 20 km gyaloglás | Francisco Javier Fernández · Spanyolország                                               | 1:19:09      | Valeriy Borchin · Oroszország                                                         | 1:20:00     | João Vieira · Portugália                                                                  | 1:20:09 NR   |
| 50 km gyaloglás | Yohann Diniz · Franciaország                                                             | 3:41:39 PB   | Jesús Ángel García · Spanyolország                                                    | 3:42:48 SB  | Yuriy Andronov · Oroszország                                                              | 3:43:26      |
| 4x100 m váltó   | Nagy-Britannia · Dwain Chambers · Darren Campbell · Marlon Devonish · Mark Lewis-Francis | 38,91        | Lengyelország · Przemysław Rogowski · Łukasz Chyła · Marcin Jędrusiński · Dariusz Kuć | 39,05       | Franciaország · Oudéré Kankarafou · Ronald Pognon · Fabrice Calligny · David Alerte       | 39,07        |
| 4x400 m váltó   | Franciaország · Leslie Djhone · Idrissa M’Barke · Naman Keïta · Marc Raquil              | 3:01,10      | Nagy-Britannia · Robert Tobin · Rhys Williams · Graham Hedman · Tim Benjamin          | 3:01,63     | Lengyelország · Daniel Dąbrowski · Piotr Kędzia · Piotr Rysiukiewicz · Rafał Wieruszewski | 3:01,73      |
| Magasugrás      | Andrey Silnov · Oroszország                                                              | 236 cm CR WL | Tomáš Janků · Csehország                                                              | 234 cm PB   | Stefan Holm · Svédország                                                                  | 234 cm SB    |
| Távolugrás      | Andrew Howe · Olaszország                                                                | 820 cm       | Greg Rutherford · Nagy-Britannia                                                      | 813 cm      | Olexiy Lukashevych · Ukrajna                                                              | 812 cm       |
| Rúdugrás        | Aleksandr Averbukh · Izrael                                                              | 5,70         | Tim Lobinger · Németország · Romain Mesnil · Franciaország                            | 5,65        | nem adták ki                                                                              |              |
| Hármasugrás     | Christian Olsson · Svédország                                                            | 17,67 m EL   | Nathan Douglas · Nagy-Britannia                                                       | 17,21 m     | Marian Oprea · Románia                                                                    | 17,18 m      |
| Súlylökés       | Ralf Bartels · Németország                                                               | 21,13 m      | Andrei Mikhnevich · Fehéroroszország                                                  | 21,11 m     | Joachim Olsen · Dánia                                                                     | 21,09 m      |
| Diszkoszvetés   | Virgilijus Alekna · Litvánia                                                             | 68,67 m      | Gerd Kanter · Észtország                                                              | 68,03 m     | Aleksander Tammert · Észtország                                                           | 66,14 m      |
| Gerelyhajítás   | Andreas Thorkildsen · Norvégia                                                           | 88,78 m      | Tero Pitkämäki · Finnország                                                           | 86,44 m     | Jan Železný · Csehország                                                                  | 85,92 m      |
| Kalapácsvetés   | Ivan Tsikhan · Fehéroroszország                                                          | 81,11 m SB   | Olli-Pekka Karjalainen · Finnország                                                   | 80,84 m SB  | Vadim Devyatovskiy · Fehéroroszország                                                     | 80,76 m      |
| Tízpróba        | Roman Šebrle · Csehország                                                                | 8526 pont SB | Zsivoczky Attila · Magyarország                                                       | 8356 pont   | Aleksey Drozdov · Oroszország                                                             | 8350 pont PB |

### Női
| Versenyszám     | Arany                                                                                       | Arany         | Ezüst                                                                                  | Ezüst        | Bronz                                                                                                  | Bronz        |
| --------------- | ------------------------------------------------------------------------------------------- | ------------- | -------------------------------------------------------------------------------------- | ------------ | --- | ------------ |
| 100 m           | Kim Gevaert · Belgium                                                                       | 11,06         | Yekaterina Grigoryeva · Oroszország                                                    | 11,22 SB     | Irina Khabarova · Oroszország                                                                          | 11,22        |
| 200 m           | Kim Gevaert · Belgium                                                                       | 22,68         | Yuliya Gushchina · Oroszország                                                         | 22,93        | Natalya Rusakova · Oroszország                                                                         | 23,09        |
| 400 m           | Vanya Stambolova · Bulgária                                                                 | 49,85         | Tatyana Veshkurova · Oroszország                                                       | 50,15        | Olga Zaytseva · Oroszország                                                                            | 50,28        |
| 800 m           | Olga Kotlyarova · Oroszország                                                               | 1:57,38       | Svetlana Klyuka · Oroszország                                                          | 1:57,48      | Rebecca Lyne · Nagy-Britannia                                                                          | 1:58,45      |
| 1500 m          | Tatyana Tomashova · Oroszország                                                             | 3:56,91 CR    | Yuliya Chizhenko · Oroszország                                                         | 3:57,61      | Daniela Yordanova · Bulgária                                                                           | 3:59,37 SB   |
| 5000 m          | Marta Domínguez · Spanyolország                                                             | 14:56,18 CR   | Liliya Shobukhova · Oroszország                                                        | 14:56,57 SB  | Elvan Abeylegesse · Törökország                                                                        | 14:59,29 SB  |
| 10 000 m        | Inga Abitova · Oroszország                                                                  | 30:31,42      | Susanne Wigene · Norvégia                                                              | 30:32,36     | Lidiya Grigoryeva · Oroszország                                                                        | 30:32,72     |
| Maraton         | Ulrike Maisch · Németország                                                                 | 2:30:01 PB    | Olivera Jevtić · Szerbia                                                               | 2:30:27      | Irina Permitina · Oroszország                                                                          | 2:30:53      |
| 100 m gát       | Susanna Kallur · Svédország                                                                 | 12,59         | Derval O'Rourke · Írország · Kirsten Bolm · Németország                                | 12,72 NR     | nem adták ki                                                                                           |              |
| 400 m gát       | Yevgeniya Isakova · Oroszország                                                             | 53,93 PB      | Fani Chalkia · Görögország                                                             | 54,02        | Tetyana Tereshchuk-Antipova · Ukrajna                                                                  | 54,55        |
| 3000 m akadály  | Alesia Turava · Fehéroroszország                                                            | 9:26,05 SB    | Tatyjana Petrova · Oroszország                                                         | 9:28,05      | Wioletta Janowska · Lengyelország                                                                      | 9:31,62      |
| 20 km gyaloglás | Ryta Turava · Fehéroroszország                                                              | 1:27:08       | Olga Kaniskina · Oroszország                                                           | 1:28:35      | Elisa Rigaudo · Olaszország                                                                            | 1:28:37      |
| 4x100 m váltó   | Oroszország · Yuliya Gushchina · Natalya Rusakova · Irina Khabarova · Yekaterina Grigoryeva | 42,71         | Nagy-Britannia · Anyika Onuora · Emma Ania · Emily Freeman · Joice Maduaka             | 43,51        | Fehéroroszország · Yulia Nestsiarenka · Natallia Safronnikava · Alena Neumiarzhitskaya · Aksana Drahun | 43,61        |
| 4x400 m váltó   | Oroszország · Svetlana Pospelova · Natalja Ivanova · Olga Zaytseva · Tatyana Veshkurova     | 3:25,12       | Fehéroroszország · Yulyana Zhalniaruk · Sviatlana Usovich · Anna Kozak · Ilona Usovich | 3:27,69      | Lengyelország · Monika Bejnar · Grażyna Prokopek · Ewelina Sętowska · Anna Jesień                      | 3:27,77      |
| Magasugrás      | Tia Hellebaut · Belgium                                                                     | 203 cm CR, NR | Venelina Veneva · Bulgária                                                             | 203 cm CR    | Kajsa Bergqvist · Svédország                                                                           | 201 cm       |
| Rúdugrás        | Jelena Iszinbajeva · Oroszország                                                            | 480 cm CR     | Monika Pyrek · Lengyelország                                                           | 465 cm       | Tatyana Polnova · Oroszország                                                                          | 465 cm SB    |
| Távolugrás      | Lyudmila Kolchanova · Oroszország                                                           | 693 cm        | Naide Gomes · Portugália                                                               | 684 cm       | Oksana Udmurtova · Oroszország                                                                         | 669 cm       |
| Hármasugrás     | Tatyjana Lebegyeva · Oroszország                                                            | 15,15 m       | Hriszopijí Devedzí · Görögország                                                       | 15,05 m      | Anna Pyatykh · Oroszország                                                                             | 15,02 m      |
| Súlylökés       | Natallia Kharaneka · Fehéroroszország                                                       | 19,43 m       | Nadzeya Astapchuk · Fehéroroszország                                                   | 19,42 m      | Petra Lammert · Németország                                                                            | 19,17 m      |
| Diszkoszvetés   | Darya Pishchalnikova · Oroszország                                                          | 65,55 m PB    | Franka Dietzsch · Németország                                                          | 64,35 m      | Nicoleta Grasu · Románia                                                                               | 63,58 m      |
| Kalapácsvetés   | Tatyana Lysenko · Oroszország                                                               | 76,67 m CR    | Gulfiya Khanafeyeva · Oroszország                                                      | 74,50 m      | Kamila Skolimowska · Lengyelország                                                                     | 72,58 m      |
| Gerelyhajítás   | Steffi Nerius · Németország                                                                 | 65,82 m SB    | Barbora Špotáková · Csehország                                                         | 65,64 m      | Mercedes Chilla · Spanyolország                                                                        | 61,98 m SB   |
| Hétpróba        | Carolina Klüft · Svédország                                                                 | 6740 pont CR  | Karin Ruckstuhl · Hollandia                                                            | 6423 pont NR | Lilli Schwarzkopf · Németország                                                                        | 6420 pont PB |